# Paarse dennenzwam
Paarse dennenzwam (Trichaptum abietinum) is een schimmelsoort uit de orde Hymenochaetales. De familie is nog onduidelijk (Incertae sedis). De soort is saprofytisch en groeit op stammen, stobben en takken van naaldbomen.

## Kenmerken
De paarse dennenzwam heeft een eenjarig vruchtlichaam. Hij vormt zeer dunne afzettingen op de onderkant van stammen, die plat op het substraat liggen en vaak grote oppervlakken bedekken. De dunne, leerachtige, hoeden zijn meestal als dakpannen op elkaar geplaatst of aan de zijkant vergroeid. De witachtig grijze bovenzijde is viltig behaard en concentrisch gezoneerd. Naarmate de vruchtlichamen ouder worden, worden ze kaal en regelmatig groen van algengroei. De rand is scherp en vaak paars getint. De netachtige, poreuze buisjeslaag aan de onderkant van de hoed bestaat uit zeer korte, ongeveer 1 à 2 mm lange, donkerbruine buisjes. De buisjes hebben fijne ronde tot langwerpige of hoekige poriën. Er zijn ongeveer 3 tot 5 poriën per millimeter. De jonge violetkleurige poriën verkleuren met de leeftijd violetbruin tot geelbruin. Het zeer dunne vlees heeft een leerachtige, taaie consistentie en geen kenmerkende geur en smaak.
De sporenkleur is wit. De sporenmaat is 6-7,5 × 2-2,5 µm.

## Verspreiding
In Nederland is paarse dennenzwam zeer algemeen. Hij staat niet op de Nederlandse Rode Lijst.